# Adoretus fatehi
Adoretus fatehi är en skalbaggsart som beskrevs av Abdullah och Roohi 1968. Adoretus fatehi ingår i släktet Adoretus och familjen Rutelidae. Inga underarter finns listade i Catalogue of Life.